# Or ha-Ganuz
Or ha-Ganuz (hebrejsky אוֹר הַגָּנוּז, doslova „Skryté světlo“ v oficiálním přepisu do angličtiny Or HaGanuz) je vesnice typu společná osada (jišuv kehilati) v Izraeli, v Severním distriktu, v Oblastní radě Merom ha-Galil.

## Geografie
Leží v nadmořské výšce 730 metrů, v Horní Galileji, cca 35 kilometrů východně od břehů Středozemního moře. Je situována na náhorní planině na východním okraji masivu Har Meron. Severovýchodně od obce leží na náhorní planině jezero Ma'agar Dalton.
Obec se nachází cca 118 kilometrů severovýchodně od centra Tel Avivu, cca 47 kilometrů severovýchodně od centra Haify a cca 6 kilometrů severozápadně od Safedu. Or ha-Ganuz obývají Židé, přičemž osídlení v tomto regionu je převážně židovské. Pouze 2 kilometry na sever leží město Džiš, které obývají izraelští Arabové, a 8 kilometrů na jihozápad město Bejt Džan, které obývají Drúzové.
Obec Or ha-Ganuz je na dopravní síť napojena pomocí dálnice číslo 89 ze Safedu do Ma'alot-Taršicha.

## Dějiny
Or ha-Ganuz byl založen v roce 1989. Na založení osady se podílela organizace Amana, jejímž hlavním regionem působnosti je Západní břeh Jordánu. Původní osadnická skupina měla na výběr mezi třemi lokalitami: zde, na Západním břehu, nebo v oblasti Misgav v kibucu Lavon. Nakonec zvolili tuto lokalitu. Většina ze zakladatelů obce byli původně sekulární Izraelci, kteří se vrátili k náboženskému stylu života.
Ekonomika obce je založena na turistickém ruchu, zejména náboženská turistika směřovaná k hrobkám židovských učenců v okolní krajině - například hrob rabína Šim'ona bar Jochaje, který je u obce Meron. Část obyvatel za prací dojíždí mimo obec. V Or ha-Ganuz funguje obchod se smíšeným zbožím. Dále je tu k dispozici zařízení předškolní péče o děti. Základní škola je ve vedlejším komplexu při obci Meron, kde je také většina dalších služeb.
Výhledově má Or ha-Ganuz projít stavební expanzí. Uchazečům se tu nabízí 290 stavebních pozemků pro zřízení rodinného domu.

## Demografie
Obyvatelstvo Or ha-Ganuz je nábožensky orientované. Podle údajů z roku 2014 tvořili populaci v Or ha-Ganuz Židé (včetně statistické kategorie "ostatní", která zahrnuje nearabské obyvatele židovského původu ale bez formální příslušnosti k židovskému náboženství).
Jde o menší sídlo vesnického typu s dlouhodobě rostoucím počtem obyvatel. K 31. prosinci 2014 zde žilo 440 lidí. Během roku 2014 populace stoupla o 0,9 %. Populace vesnice je mimořádně mladá. K roku 2013 obec patřila mezi 10 venkovských sídel v Izraeli s nejvyšším podílem obyvatelstva ve věku do 17 let (65,6 % z celkové populace obce).
| Rok            | 1995 | 2001 | 2003 | 2004 | 2005 | 2006 | 2007 | 2008 | 2009 | 2010 | 2011 | 2012 | 2013 | 2014 |
| -------------- | ---- | ---- | ---- | ---- | ---- | ---- | ---- | ---- | ---- | ---- | ---- | ---- | ---- | ---- |
| Počet obyvatel | 135  | 245  | 325  | 364  | 382  | 408  | 426  | 454  | 432  | 443  | 440  | 432  | 436  | 440  |